# Žilje, Štalenska gora
Žilje (nemško Sillebrücke) je naselje v današnji južnokoroški tržki občini Štalenska gora na Celovškem polju na levem bregu reke Krke.

## Geografska umeščenost v prostor in krajevno ime
Slovensko krajevno ime za naselje Žilje in za gosposko kmetijo po domače pri Žilju, tudi Žileju, se navezuje na kraj in kmetijo v meandru na levem bregu koroške reke Krke v osrčju Celovškega polja.   V nemščini pojmujejo vas »Sillebrücke« ter kmetijo »Sillehof« (po domače pri Žilju, tudi Žileju). 
Hkrati slovenščina enako pojmuje kot Žilje naselje na desnem bregu Krke, ki ga v nemščini pojmujemo kot »Schöpfendorf« (< »sodni kraj«).
Pavel Zdovc je na osnovi terenskih raziskav zapisal pravilno rabo krajevnega imena kot sledi:
Žilje (î) ob Krki; nem. Sillebrücke; na Žiljah, na Žilje, z Žilj, po domače pri Žilju, tudi Žileju, Žilejev most (čez Krko); v kraj. rabi tudi za skupino hiš onstran mosta (nem. Schöpfendorf).

## Zgodovina
Nemško ime za Žilje,  „Sillapruckhen“, je prvič dokumentirano leta 1428 ter vsebuje slovensko osebno ime „Zilil“, ki pa izhaja iz srednjevisokonemškega imena „Sigili“ (= Siegmund). Na tem mestu je bil že v rimskih časih pomemben prehod čez reko. Srednjeveški most je bil zagotovo prvič zgrajen že dolgo pred letom 1428. Tesno je povezan s samo kmetijo pri Žilju (nem. Sillehof«), katere lastnik je v urbarju Črnega Gradu pri Velikovcu  (pozneje Gradu Karlsberg pri Šentvidu ob Glini) že od začetka 16. stoletja zapisan kot lastnik mute oz. cestnine nad Žilejevem mostom čez Krko na Žiljah. 
Za vzdrževanje mostu je bil pooblaščen za pobiranje dveh različnih vrst cestnine. Od vseh kmetov v neposredni in širši okolici mostu - od Tinj do Gospe Svete) - je bil pooblaščen zahtevati eno skledo žita na leto. Furmani in drugi uporabniki mostu iz drugih krajev pa so morali plačevati tako imenovano „letno cestnino“. Za plačilo 4 ali 2 pfeniga so lahko eno leto prečkali most z vozom, ki ga je vpregla konjska vprega, ali s tovornim konjem.
Za vzdrževanje mostu je imel gospodar pri Žilju v lasti gozd Kukenja na levem bregu reke Krke, ki je zagotavljal les. Ker je bila Krka razdeljena na dva dela z mlinsko gonjo, je bil most čez Krko vedno sestavljen iz dveh delov. 
Prihodki od cestnine so morali biti precej visoki, saj je delež, ki ga je bilo treba plačati gospostvu, znašal približno 30 kvartov mešanega žita (= približno ena in pol tone). 
Po zemljiški odvezi leta 1848 je ta vir dohodka popolnoma prenehal in Žilij ni mogel več vzdrževati mostu kot zasebnega mostu. Leta 1872 je most dokončno propadel. Občini Šenttomaž  in Slovenji Šmihel (zdaj Pokrče) sta zavrnili finančni prispevek za obnovo mostu. Nato se je domačija Žilje obrnila na deželne oblasti, ki so določile, da se stroški vzdrževanja mostu v prihodnje razdelijo v razmerju 5:4:1 med Žiljami, občino Šenttomaž in občino Slovenji Šmihel, ter dodelila subvencijo v višini 200 goldinarjev. Vendar je vzdrževanje mostu v naslednjih desetletjih ostalo stalna sporna točka med vpletenimi stranmi. Končna rešitev je bila dosežena šele v letih 1958/59, ko sta bila oba Žilejeva mostova obnovljena (prenovljena leta 1994), cesta, ki je vodila skozi domačijo, pa je bila s pomočjo sredstev, ki jih je dodelila dežela, preusmerjena. Leta 1963 je bila cesta Dominča vas - Žilje končno asfaltirana kot prva občinska cesta.
Domačija Žilje je bila že v 16. stoletju obsežen posestni kompleks. Po urbarju posestva Črni Grad pri Velikovcu  iz leta 1565 je obsegal dve kmečki hubi, gostilno, mlin s štirimi toki, žago in kovačijo. Rodbinska posest je bila podrejena Črnemu Gradu, vendar so imeli Žiljani v lasti tudi zemljišča s petih drugih posestev, katerih natančna lokacija in meje so bile leta 1565 že povsem nejasne.

## Ledinska imena
Ledinska imena bila na osnovi občinske zgodovine  občinski Štalenske gore Wilhelma Wadla znanstveno nekoliko poglobljene za celotno Celovško polje v okviru znanstveno raziskovanega dela Enciklopedije slovenske kulturne zgodovine na Koroškem od Bojana-Ilija Schnabla. Važen uradni vir predstavlja tudi Franciscejski kataster, ki so objavljeni na spletu dežele Koroške. Zgodovinski fonetski zapisi predstavljajo slovensko narečno obliko, v kolikor so le-to uradniki češkega porekla razumeli. 
Na Žiljah oz. v bližnji okolici najdemo v smeri ure s severa sledeča ledinska imena:
- pod Kukersko nivo (pod Kukenjsko njivo)[10]) (sever)
- Kukenja[11]) (vzod)
- Pod Kuschenjo (pod Kukenjo)[12]) (jugo-vzhod)
- Pod Hischo (pod hišo)[13]) (jugo-vzhod)
- Rotschitza (Ročica) (po Wadlu »mali potok«)[14] (jugo-vzhod)
- Tinja[15] (jug)
- Sa Mostom (za mostom)[16] (jugo-zahod)
- Neschza (Nežca) (po Wadlu »jama, poglobitev«)[17] (jugo-zahod)
- Ni Klini (na razpotju?)[18]) (jugo-zahod)
- Lassendorferfeld (Vasjevaško polje)[19]) (severo-zahod)

## Hišna imena
V zapisih najdemo sledeča hišna imena:
po domače pri Žilju, tudi Žileju, Jamnica, Zgornji Urabl, Spodnji Urabl.  

## Narečje
Zgodovinsko tu domače slovensko narečje je (bila) poljanščina Celovškega polja, kot je bilo zapisano leta v doktorski disertaciji Katje Sturm-Schnabl leta 1973 ter terminološko opredeljeno kot takšno šele v okviru znanstveno raziskovalnega dela Bojana-Ilije Schnabl ob pripravah za Enciklopedije slovenske kulturne zgodovine na Koroškem (2010 oz.  2016).
Nemščina je prisotna v obliki osrednje-koroškega nemškega narečja.

## Slovensko kulturno življenje
Začetek 20. stoletja so bile Žilje zajete v kulturno življenje Slovenskega prosvetnega društva »Edinost Št. Tomaž«, ki je bilo ustanovljeno leta 1910 ter »Hranilnice in posojilnice Št. Tomaž«, ki je bila ustanovljena leta 1912/13 v Šenttomaža pri Celovcu. 

## Literarna podoba
- Bojan-Ilija Schnabl: Magnolija in tulipani, pripovedi in resnične pravlice s Celovšega polja, Celovec 2014
- Bojan-Ilija Schnabl: Poljanski camino, Celovec 2018